# Екатериновка (сельское поселение Светлое Поле)
Екатери́новка — село в Красноярском районе Самарской области, входит в состав сельского поселения Светлое Поле.

## География
Находится на правом берегу реки Кондурча, на расстоянии примерно 10 км (по прямой) на северо-запад от села Красный Яр, административного центра района.

## История
Село основано в начале XIX века помещицей Екатериной Милькович.

## Население
| 2010 |
| ---- |
| 418  |

### Национальный состав
Согласно результатам переписи 2002 года, в национальной структуре населения русские составляли 76 % из 376 чел.